# Ochi
Ochi (jap. 越知町 Ochi-chō) – miasto w Japonii, na wyspie Sikoku, w prefekturze Kōchi. Według danych na rok 2020 miejscowość zamieszkiwało 5 187 mieszkańców , a gęstość zaludnienia wyniosła 46,3 os./km².